# Hydriomena unilineata
Hydriomena unilineata là một loài bướm đêm trong họ Geometridae.